# 渠水公园
渠水公园，原名窝头河公园，位于天津市宝坻区渠阳大街跨窝头河桥两侧，2007年开建，2008年建成，为沿河带状公园。2020年，宝坻区政府对公园进行提升改造工程，于南岸新建文化墙，上面记述了窝头河的历史。
公园内有五座桥分别以相关历史人物命名：君游（张堪）、行实（赵德钧）、睿知（萧太后）、坤仪（袁黄）、麓峰（程璇）。